# 褐碳
在化学中，褐碳或棕碳（ C brown /BrC ）是有机物燃烧释放的棕色烟雾。它在大气中释放时与黑碳共存。 
黑碳主要通过高温燃烧释放，而褐碳主要通过生物质燃烧释放。这两种是大气中最重要的两种吸光物质。这些物质的吸收特性对气候和辐射传输有很大影响。 

## 发现

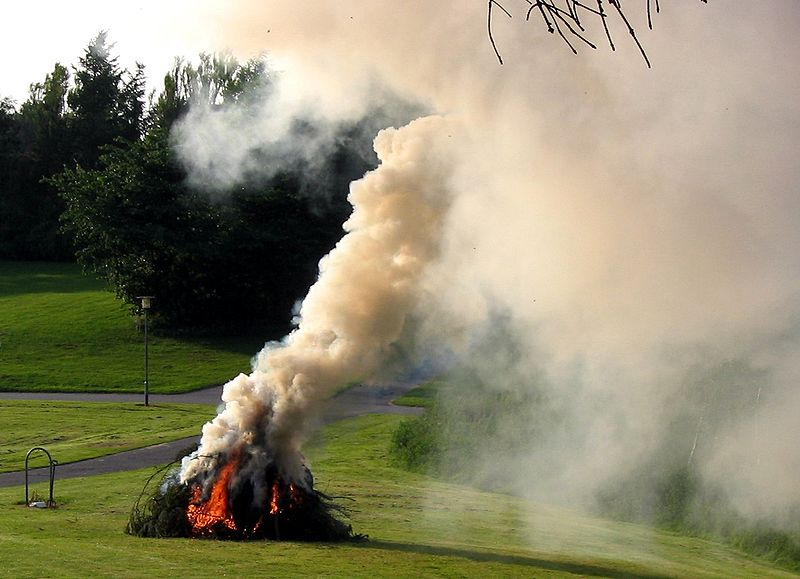
丹麦的低温篝火将褐碳气溶胶释放到大气中

吸光气溶胶因其对大气变暖的影响而成为研究的热点。虽然生物质燃烧产生的黑碳与空气变暖有关的功能目前已为人所知，但最近发现了所知甚少的褐碳。 
光从褐碳反射的方式导致材料呈现棕色或黄色。对于煤烟（作为称为黑碳的气溶胶），这些光反射颗粒统称为褐碳，突出了它们的光学特性。 
可以看出，燃烧或住宅用煤产生的颗粒可能含有大量的褐碳。这种颗粒物质呈浅棕色，而不是纯烟尘颗粒所预期的黑色。 

## 影响

### 对地球大气层的影响

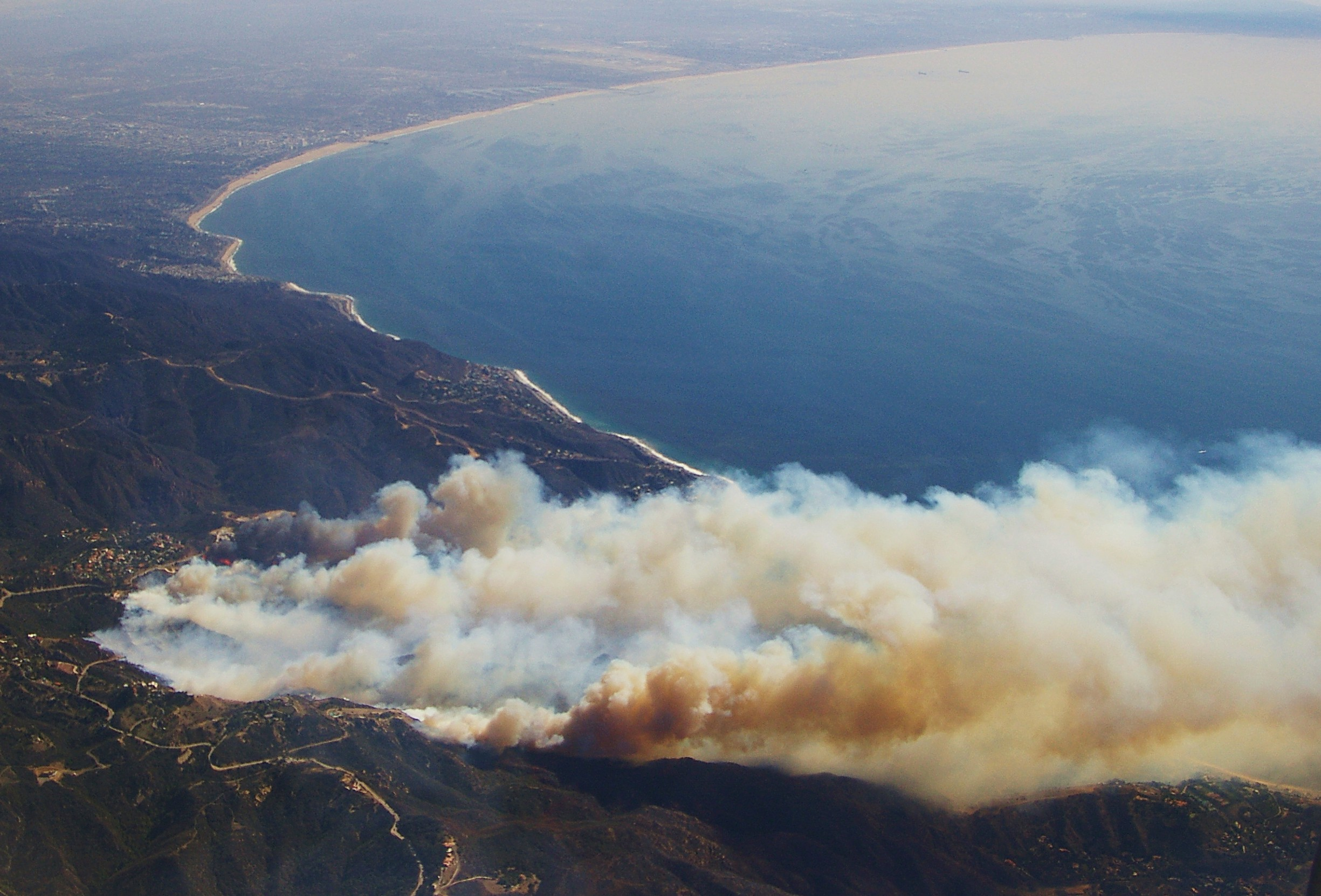
马里布大火向西洛杉矶西南方向看。圣安娜风助长了火焰并将充满褐碳的烟雾吹到海里数英里

气溶胶是大气中气候变化的最重要贡献者之一。悬浮在大气中的许多颗粒来自多种来源。其中一些来源是天然的，其中一些是人造的。大多数气溶胶反射阳光，有些也吸收阳光。除了气候影响外，许多这些纳米粒子还会对健康造成严重影响。有许多人类活动会产生这些粒子。 
人们已经了解源自燃烧过程的黑碳颗粒（煤烟的一种成分）会吸收阳光并温暖大气，并且已经实施了污染控制以减少其排放及其影响。 
褐碳在紫外线波长中吸收强烈，而在可见光波长中吸收较少。褐碳的类型包括阴燃或煤燃烧产生的焦油物质、生物质燃烧产生的分解产物、土壤排放的有机化合物混合物以及植被释放的挥发性有机化合物。 

## 与黑碳的关系

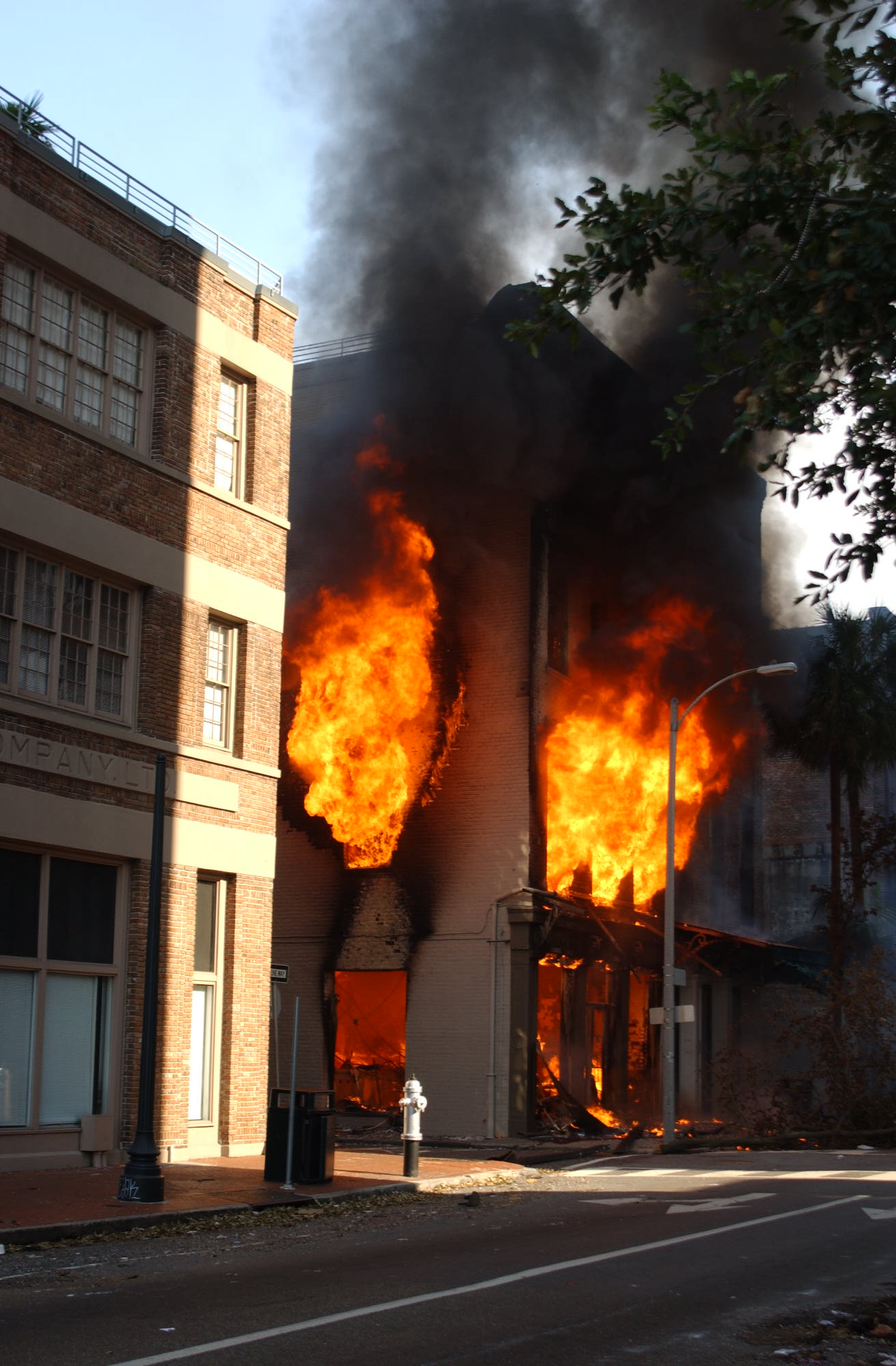
卡特里娜飓风导致黑碳气溶胶释放到大气中后，新奥尔良发生高温火灾

模拟模型表明，褐碳约占气溶胶大气吸收总量的 19%，而 72% 的吸收归因于黑碳，9% 归因于硫酸盐和有机气溶胶对黑碳的涂层作用。褐碳似乎可以在光化学和水文循环中发挥重要作用，尤其是在以生物质燃烧（秸秆焚烧等）为主的地区。因此，在全球气候变化模拟中需要考虑褐碳，以便更准确地理解。 

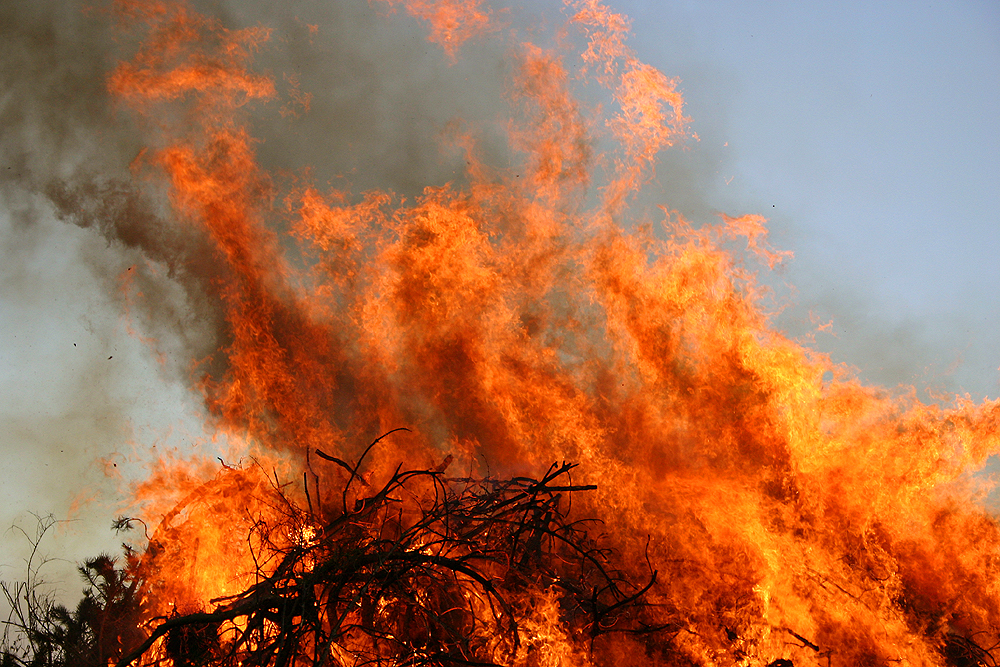
燃烧烟雾中的大多数气溶胶是黑色和棕色碳的混合物。有时这不能用肉眼辨别。